# Tula (rivière)
Pour les articles homonymes, voir Tula (homonymie).
Ne doit pas être confondu avec Toula (rivière).
La Tula (en espagnol : Río Tula) est une rivière de l'État d'Hidalgo au centre du Mexique.
C'est un affluent de la rivière Moctezuma, lui-même affluent du fleuve Río Pánuco.
Elle traverse la ville de Tula de Allende et commence comme un canal de drainage pour la vallée de Mexico, qui contient la région métropolitaine de Mexico.